# Cryptalaus mortuus
Cryptalaus mortuus là một loài bọ cánh cứng trong họ Elateridae. Loài này được J. Thomson miêu tả khoa học năm 1856.